# Monostiolum rosewateri
Monostiolum rosewateri is een slakkensoort uit de familie van de Buccinidae. De wetenschappelijke naam van de soort is voor het eerst geldig gepubliceerd in 1989 door Watters & Finlay.